# Caribes de San Sebastián 2016-2017 (pallavolo maschile)
Questa voce raccoglie le informazioni riguardanti i Caribes de San Sebastián nelle competizioni ufficiali della stagione 2016-2017.

## Organigramma societario
Area direttiva
- Presidente: Miguel Orlando González
- Vice-presidente: Héctor Ortiz
- Direttore generale: Victor Rivera
- Incaricato della proprietà: Pedro Ramos

Area tecnica
- Primo allenatore: Humberto Rodríguez
- Assistente allenatore: Manuel Acevedo, David Chaparro
- Allenatore: Luis Colón

## Rosa
| N° | Nome                 | Ruolo | Data di nascita  | Nazionalità sportiva |
| -- | -------------------- | ----- | ---------------- | -------------------- |
| 1  | Johan León           | S     | 12 maggio 1999   | Porto Rico           |
| 3  | Víctor Cosme         | L     | 8 novembre 1989  | Porto Rico           |
| 5  | Jeffrey Ptak         | S/O   | 11 novembre 1979 | Stati Uniti          |
| 6  | Rafael Negrón        | S     | 4 ottobre 1989   | Porto Rico           |
| 7  | Howard García        | P     | 8 febbraio 1994  | Porto Rico           |
| 8  | José Andrés González | L     | -                | Porto Rico           |
| 9  | Diego Daniel Ortiz   | P     | -                | Porto Rico           |
| 11 | Cory Riecks          | S     | 7 novembre 1988  | Stati Uniti          |
| 12 | Fernando Morales     | P     | 4 febbraio 1982  | Porto Rico           |
| 13 | Joseph Cuevas        | S/O   | 9 maggio 1990    | Porto Rico           |
| 14 | Josean Rodríguez     | C     | -                | Porto Rico           |
| 14 | Ángel Matías         | L     | 30 luglio 1976   | Porto Rico           |
| 15 | Roberto Muñiz        | C     | 11 giugno 1980   | Porto Rico           |
| 16 | Rafael Burgos        | C     | 15 febbraio 1995 | Porto Rico           |
| 17 | Pedrito Sierra       | C     | 21 luglio 1989   | Porto Rico           |
| 18 | Eddie Rivera         | S     | 16 giugno 1992   | Porto Rico           |

## Mercato
| Acquisti | Acquisti             | Acquisti             | Acquisti   |
| R.       | Nome                 | da                   | Modalità   |
| -------- | -------------------- | -------------------- | ---------- |
| S        | Johan León           | ?                    | definitivo |
| S/O      | Jeffrey Ptak         | Al-Nasr              | definitivo |
| L        | José Andrés González | Patria Latorre       | definitivo |
| P        | Diego Daniel Ortiz   | ?                    | definitivo |
| S        | Cory Riecks          | Teruel               | definitivo |
| P        | Fernando Morales     | Bouchrieh            | definitivo |
| S/O      | Joseph Cuevas        | FAR                  | definitivo |
| C        | Roberto Muñiz        | Capitanes de Arecibo | prestito   |
| C        | Rafael Burgos        | UPR Mayagüez         | definitivo |
| S        | Eddie Rivera         | Mets de Guaynabo     | definitivo |
| L        | Ángel Matías         | -                    | definitivo |

| Cessioni | Cessioni           | Cessioni             | Cessioni   |
| R.       | Nome               | a                    | Modalità   |
| -------- | ------------------ | -------------------- | ---------- |
| S        | José Rivera        | Gigantes de Carolina | definitivo |
| S/O      | Pedro Rosario      | -                    | definitivo |
| S        | Iván Pérez         | -                    | definitivo |
| S        | Ricardo Archilla   | Asarya               | definitivo |
| S/L      | Edward Acevedo     | -                    | definitivo |
| C        | Jessie Colón       | Indios de Mayagüez   | definitivo |
| C/O      | Steven Morales     | Blat                 | definitivo |
| S/O      | Noah Marrero       | -                    | definitivo |
| C        | Josean Rodríguez   | -                    | definitivo |
| P        | Diego Daniel Ortiz | -                    | definitivo |
| S/O      | Joseph Cuevas      | Īraklīs Chalkidas    | definitivo |

## Risultati

### LVSM

#### Regular season
| 1ª giornata - 20 ottobre 2016 Coliseo Roberto Clemente, San Juan           | Patriotas de San Juan    | 3 - 1 | Caribes de San Sebastián | 26-24, 25-16, 22-25, 25-22        |
| 2ª giornata - 22 ottobre 2016 Coliseo Luis Aymat Cardona, San Sebastián    | Caribes de San Sebastián | 3 - 0 | Cariduros de Fajardo     | 25-22, 25-17, 25-21               |
| 3ª giornata - 27 ottobre 2016 Coliseo Gelito Ortega, Naranjito             | Changos de Naranjito     | 2 - 3 | Caribes de San Sebastián | 25-19, 17-25, 28-26, 26-28, 10-15 |
| 4ª giornata - 29 ottobre 2016 Coliseo Luis Aymat Cardona, San Sebastián    | Caribes de San Sebastián | 0 - 3 | Indios de Mayagüez       | 20-25, 24-26, 22-25               |
| 5ª giornata - 2 novembre 2016 Coliseo Luis Aymat Cardona, San Sebastián    | Caribes de San Sebastián | 3 - 2 | Plataneros de Corozal    | 25-20, 17-25, 22-25, 25-23, 15-9  |
| 6ª giornata - 4 novembre 2016 Coliseo Gelito Ortega, Naranjito             | Changos de Naranjito     | 0 - 3 | Caribes de San Sebastián | 22-25, 23-25, 23-25               |
| 7ª giornata - 10 novembre 2016 Coliseo Luis Aymat Cardona, San Sebastián   | Caribes de San Sebastián | 2 - 3 | Patriotas de San Juan    | 22-25, 25-23, 25-14, 22-25, 7-15  |
| 8ª giornata - 12 novembre 2016 Coliseo Tomás Dones, Fajardo                | Cariduros de Fajardo     | 3 - 2 | Caribes de San Sebastián | 23-25, 25-15, 25-23, 21-25, 15-12 |
| 9ª giornata - 18 novembre 2016 Coliseo Luis Aymat Cardona, San Sebastián   | Caribes de San Sebastián | 3 - 0 | Gigantes de Carolina     | 25-23, 26-24, 25-18               |
| 10ª giornata - 20 novembre 2016 Coliseo Mario Morales, Guaynabo            | Mets de Guaynabo         | 1 - 3 | Caribes de San Sebastián | 20-25, 22-25, 25-23, 19-25        |
| 11ª giornata - 25 novembre 2016 Palacio de Recreación y Deportes, Mayagüez | Indios de Mayagüez       | 2 - 3 | Caribes de San Sebastián | 25-19, 20-25, 22-25, 25-12, 10-15 |
| 12ª giornata - 2 dicembre 2016 Coliseo Luis Aymat Cardona, San Sebastián   | Caribes de San Sebastián | 3 - 2 | Mets de Guaynabo         | 29-27, 26-28, 27-25, 16-25, 15-7  |
| 13ª giornata - 4 dicembre 2016 Coliseo Guillermo Angulo, Carolina          | Gigantes de Carolina     | 0 - 3 | Caribes de San Sebastián | 20-25, 22-25, 21-25               |
| 14ª giornata - 9 dicembre 2016 Coliseo Luis Aymat Cardona, San Sebastián   | Caribes de San Sebastián | 3 - 1 | Indios de Mayagüez       | 25-21, 18-25, 25-21, 25-23        |
| 15ª giornata - 11 dicembre 2016 Coliseo Luis Aymat Cardona, San Sebastián  | Caribes de San Sebastián | 2 - 3 | Plataneros de Corozal    | 25-18, 27-29, 35-33, 23-25, 9-15  |
| 16ª giornata - 16 dicembre 2016 Coliseo Luis Aymat Cardona, San Sebastián  | Caribes de San Sebastián | 3 - 0 | Changos de Naranjito     | 25-20, 25-17, 25-19               |
| 17ª giornata - 18 dicembre 2016 Palacio de Recreación y Deportes, Mayagüez | Indios de Mayagüez       | 3 - 2 | Caribes de San Sebastián | 21-25, 25-17, 19-25, 25-22, 15-13 |
| 18ª giornata - 23 dicembre 2016 Coliseo Luis Aymat Cardona, San Sebastián  | Caribes de San Sebastián | 3 - 0 | Changos de Naranjito     | 30-28, 25-20, 25-22               |
| 19ª giornata - 28 dicembre 2016 Coliseo Carmen Zoraida Figueroa, Corozal   | Plataneros de Corozal    | 0 - 3 | Caribes de San Sebastián | 19-25, 23-25, 22-25               |
| 20ª giornata - 30 dicembre 2016 Coliseo Carmen Zoraida Figueroa, Corozal   | Plataneros de Corozal    | 2 - 3 | Caribes de San Sebastián | 21-25, 25-19, 21-25, 26-24, 9-15  |

#### Play-off
| Quarti di finale (gara 1) - 2 gennaio 2017 Palacio de Recreación y Deportes, Mayagüez | Indios de Mayagüez       | 3 - 2 | Caribes de San Sebastián | 25-23, 20-25, 25-21, 17-25, 15-11 |
| Quarti di finale (gara 3) - 4 gennaio 2017 Coliseo Luis Aymat Cardona, San Sebastián  | Caribes de San Sebastián | 3 - 1 | Plataneros de Corozal    | 39-37, 25-20, 23-25, 25-21        |
| Quarti di finale (gara 4) - 8 gennaio 2017 Coliseo Luis Aymat Cardona, San Sebastián  | Caribes de San Sebastián | 3 - 1 | Indios de Mayagüez       | 39-37, 25-20, 23-25, 25-21        |
| Quarti di finale (gara 6) - 10 gennaio 2017 Coliseo Carmen Zoraida Figueroa, Corozal  | Plataneros de Corozal    | 2 - 3 | Caribes de San Sebastián | 30-28, 23-25, 18-25, 25-23, 14-16 |
| Semifinali (gara 1) - 15 gennaio 2017 Coliseo Roberto Clemente, San Juan              | Patriotas de San Juan    | 1 - 3 | Caribes de San Sebastián | 12-25, 25-21, 20-25, 24-26        |
| Semifinali (gara 2) - 17 gennaio 2017 Coliseo Luis Aymat Cardona, San Sebastián       | Caribes de San Sebastián | 3 - 0 | Patriotas de San Juan    | 25-22, 25-22, 25-22               |
| Semifinali (gara 3) - 19 gennaio 2017 Coliseo Roberto Clemente, San Juan              | Patriotas de San Juan    | 0 - 3 | Caribes de San Sebastián | 18-25, 15-25, 23-25               |
| Semifinali (gara 4) - 21 gennaio 2017 Coliseo Luis Aymat Cardona, San Sebastián       | Caribes de San Sebastián | 3 - 2 | Patriotas de San Juan    | 25-21, 25-21, 26-28, 22-25, 19-17 |
| Finale (gara 1) - 24 gennaio 2017 Coliseo Luis Aymat Cardona, San Sebastián           | Caribes de San Sebastián | 2 - 3 | Mets de Guaynabo         | 25-23, 23-25, 25-19, 16-25, 12-15 |
| Finale (gara 2) - 27 gennaio 2017 Coliseo Mario Morales, Guaynabo                     | Mets de Guaynabo         | 3 - 2 | Caribes de San Sebastián | 23-25, 22-25, 25-16, 25-17, 15-10 |
| Finale (gara 3) - 29 gennaio 2017 Coliseo Luis Aymat Cardona, San Sebastián           | Caribes de San Sebastián | 0 - 3 | Mets de Guaynabo         | 21-25, 25-27, 13-25               |
| Finale (gara 4) - 1º febbraio 2017 Coliseo Mario Morales, Guaynabo                    | Mets de Guaynabo         | 3 - 0 | Caribes de San Sebastián | 25-22, 25-12, 25-19               |

## Statistiche

### Statistiche di squadra
| Competizione | Punti | In casa | In casa | In casa | In trasferta | In trasferta | In trasferta | Totale | Totale | Totale |
| Competizione | Punti | G       | V       | P       | G            | V            | P            | G      | V      | P      |
| ------------ | ----- | ------- | ------- | ------- | ------------ | ------------ | ------------ | ------ | ------ | ------ |
| LVSM         | 41    | 16      | 11      | 5       | 16           | 10           | 6            | 32     | 21     | 11     |
| Totale       | -     | 16      | 11      | 5       | 16           | 10           | 6            | 32     | 21     | 11     |

G = partite giocate; V = partite vinte; P = partite perse